# PlayStation: The Official Magazine
A PlayStation: The Official Magazine (PTOM) egy magazin, ami korábban PlayStation Magazine (PSM) néven volt ismert. Miután az Official U.S. PlayStation Magazine megszűnt 2007. október 1-jén a Sony Computer Entertainment bejelentette, hogy a PSM lesz a „PlayStation: The Official Magazine”. Tizenháromszor jelenik meg egy évben a Future Publishing gondozásában.
Az utolsó PSM-ként megjelent lapszám a 2007. decemberi volt. Ugyan 2007. decembertől 2008 januárjáig a magazin megtartotta néhány korábbi szerkesztőjét, azonban után elvesztette a megmaradt szerkesztőit; így a PTOM teljesen eltér az eredeti PSM-től.
A 2008. júliusi lapszámtól a 2009. júniusiig a PTOM tartalmazott egy promóciós kódot a Qore-hoz; egy interaktív internetes magazinhoz. Az ingyenes Qore nem tartalmazta a fizetős néhány elemét, köztük a játszható demókat sem.

## PSM: 100% Independent PlayStation Magazine
Mielőtt a PlayStation hivatalos magazinja lett a PSM egy független videojátékokkal foglalkozó újság volt, ami a Sony játékkonzoljaira és kézikonzoljaira szakosodott. A PSM-et a Future Publishing adta ki, ami az Official UK PlayStation Magazine-t is.
Első lapszáma az 1997. szeptemberi volt, aminek borítóján a Final Fantasy VII szerepelt. Azóta minden PlayStation-el foglalkozó magazinnál sikeresebb lett mind az Egyesült Államokban, mind azon kívül (az ABC számításai szerint). Ezt leginkább a nagy számú előfizetőinek köszönhette.
A PSM megjelenésének tizedik évfordulóját a 2007. szeptemberi lapszámban ünnepelték. Ekkora már az újság több design váltáson esett át, legutóbb a 2006. júniusi számban. Az újságnak volt weblapja, fórumai és podcastjai is.
A PSM a bejelentése óta foglalkozott a PlayStation 3-mal.

## Kabalafigurák
A korai évei során a PSM kabalafigurája egy anime stílusú fiú; Banzai Chibi-Chan volt, amit Robert DeJesus rajzolt. Megjelent a lapszámok hasábjain és még kiegészítőket is készítettek a mintájára, azonban később megváltak tőle; mivel a szerkesztők szerint túl gyerekesnek ítélhették meg miatta a magazint.
Egy szemkötős mosolygós arcot is használtak, azonban ezt is megszüntették. Ez az arc volt az első lapszám matricáin, majd később több lapszám matricáin is megjelent.

## Brit magazin
A PSM brit testvér lapja a PSM3, ami a Future Publishing egyik másik újságja.

## Külső hivatkozások
- Hivatalos weboldal (angolul)
- A PTOM Future US weboldalán Archiválva 2009. június 30-i dátummal a Wayback Machine-ben (angolul)